# Hoeocryptus bellicosus
Hoeocryptus bellicosus là một loài tò vò trong họ Ichneumonidae.